# Soldaatjes
De soldaatjes of weekschildkevers (Cantharidae) zijn een familie van kevers (Coleoptera) uit de superfamilie Elateroidea. Soldaatjes hebben een zacht schild. Ze voeden zich met insecten, wat de kevers geliefd maakt bij tuinders, maar ze eten ook plantendelen zoals nectar en pollen.

## Geslachten
- Absidia
- Absidiella
- Asilis
- Athemus
- Bactrocantharis
- Belotus
- Caccodes
- Cantharis
- Chauliognathus
- Compsonycha
- Cordylocera
- Crudosilis
- Dichelotarsus
- Discodon
- Frostia
- Hatchiana
- Ichthyurus
- Kandyosilis
- Laemoglyptus
- Lycocerus
- Macromalthinus
- Malthinellus
- Malthinus
- Malthodes
- Malthomethes
- Metacantharis
- Microichthyurus
- Micropodabrus
- Mimopolemius
- Neoontelus
- Phytononus
- Plectonotum
- Podabrinus
- Podabrus
- Podosilis
- Polemius
- Prosthaptus
- Prothemus
- Pseudoabsidia
- Rhagonycha
- Silis
- Sogdocantharis
- Sphaerarthrum
- Symphyomethes
- Telephorus
- Themus
- Troglomethes
- Tryphenis
- Trypherus
- Tylocerus
- Tytthonyx